# Рудненский индустриальный университет
Рудненский индустриальный университет (РИУ) (каз. Рудный индустриялық университеті; РИУ) — высшее учебное заведение, расположенное в городе Рудном Костанайской области Казахстана. Является центром подготовки инженерных кадров для горно-добывающей промышленности, энергетики и строительного комплекса в северном регионе страны. В структуре университета работают 3 Высших школы. Среднее число студентов составляет около 1302 (на 1 октября 2024 года) чел.

## История
История вуза связана с историей горно-обогатительной промышленности региона, развитие которой началось в 1950-х годах на месторождении железных руд в Костанайской области. Директор Соколовско-Сарбайского горно-обогатительного комбината (ССГОК) Н. Ф. Сандригайло, руководство треста «Соколоврудстрой» и общественность обратились в Министерство высшего и среднего специального образования СССР об открытии в Рудном вечернего факультета. 25 июня 1959 года на базе ССГОК был открыт вечерний факультет Казахского горно-металлургического института в городе Рудный, первым деканом которого стал И. И. Пляскин, кандидат технических наук, выпускник КазГМИ.

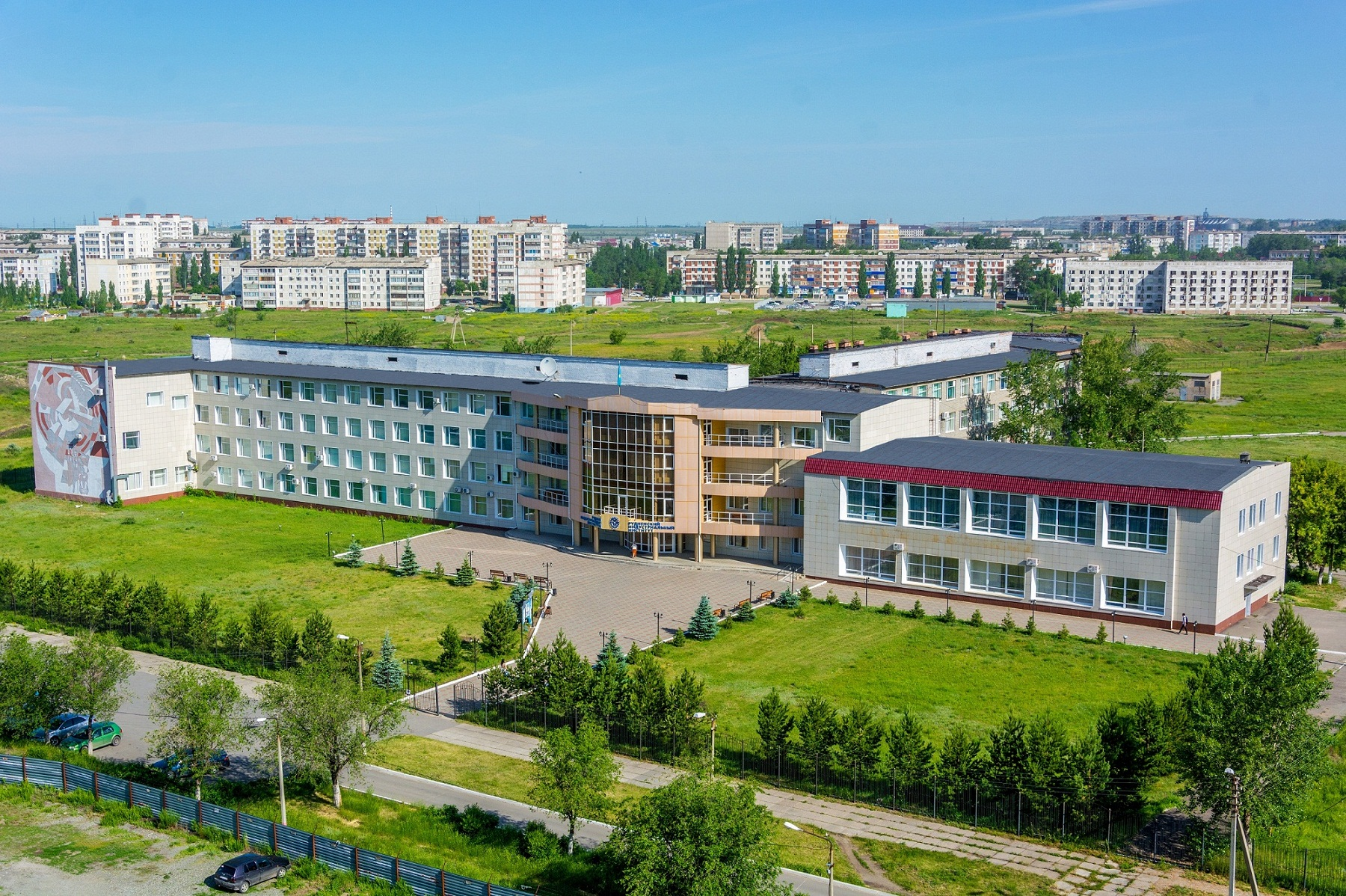
Главный корпус РИУ

Осенью 1959 года на вечерний факультет было зачислено 100 человек, в 1962 году на нём обучались более 500 студентов. Были открыты дневное и заочное отделения, согласно приказу Министерства высшего и среднего специального образования вечерний факультет был реорганизован в индустриальный факультет и состоял на самостоятельном балансе. 5 марта 1964 года факультет был преобразован в филиал КазПТИ, и в том же году состоялся первый выпуск инженеров-строителей.
В 1977 году филиал КазПТИ был преобразован в Рудненский индустриальный институт.
В 2020 году переименован в НАО «Рудненский индустриальный институт».
В ноябре 2023 года институт был преобразован в университет и стал называться НАО «Рудненский индустриальный университет».
2 июля 2024 года республиканская комиссия утвердила нового ректора РИУ Нурбека Сапарходжаева, уроженца Кызылординской области.

## Инфраструктура и оснащение
- 2 учебно-лабораторных корпуса;

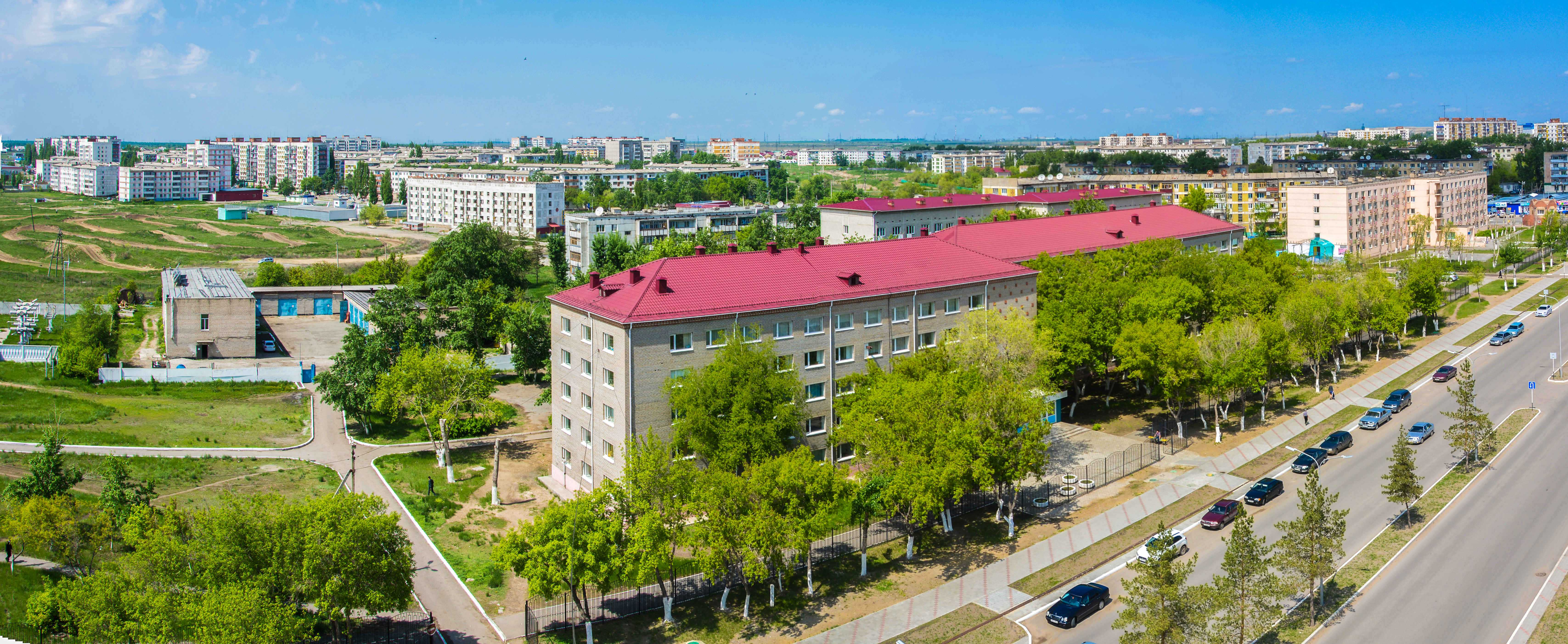
Общежитие РИУ

- 2 крытых спортивных зала и открытый стадион, комбинат питания, оснащенный новым оборудованием;
- концертный зал с современной музыкальной и осветительной аппаратурой;
- библиотека с абонентом и тремя читальными залами, с полумиллионым книжным фондом
- 2 благоустроенных студенческих общежития с комфортными условиями проживания и точками WI-FI.

## Структура
Университет реализует образовательные программы через профильные факультеты и высшие школы, охватывающие ключевые направления инженерного, технического и экономического образования:
Высшие школы:
- Высшая школа экономики и строительства
- Высшая школа энергетики и информационных систем
- Высшая школа металлургии и горного дела[5]

Факультеты:
- Горно-металлургический факультет
- Электромеханический факультет
- Заочный факультет[5]

## Специальности[6]

### Бакалавриат
Профильные предметы для ЕНТ — Физика+математика:
- Автоматизация технологических процессов и производств, код: 6B07107
- Добыча полезных ископаемых, код: 6B07214
- Переработка полезных ископаемых, код: 6B07215
- Производство и обработка черных и цветных металлов, код: 6B07213
- Транспортная техника и технологии, код: 6B07110
- Технология энергоэффективных строительных процессов и материалов, код: 6B07306
- Электроэнергетика и электротехника, код: 6B07118
- Теплоэнергетика и теплотехника, код: 6B07119
- Эксплуатация и ремонт технологических машин и оборудования, код: 6B07120
- Технология и проектирование изделий индустрии моды, код: 6B07202
- Строительство зданий и сооружений, код: 6B07304
- Строительное материаловедение, код: 6B07305
- Безопасность жизнедеятельности и защита окружающей среды, код: 6B11208

Профильные предметы для ЕНТ — Информатика+математика
- Информационные системы и технологии, код: 6B06107

Профильные предметы для ЕНТ — География+математика
- Международный и корпоративный менеджмент, код: 6B04113
- Экономика и предпринимательство, код: 6B04110
- Менеджмент организации, код: 6B04111

Профильные предметы для ЕНТ — Творческий экзамен
- Дизайн среды обитания, код: 6B02105

### Магистратура
- Электроэнергетика, код: 7M07109
- Горное дело, код: 7M07203
- Металлургия, код: 7M07204
- Строительство, код: 7M07303

## Ректоры

### ФилиалКазахского горно-металлургического института(1959—1978 гг.)
1. Иван Иванович Пляскин — был кандидатом технических наук, выпускником КазГМИ, деканом факультета КазГМИ (осень 1959 — 3 августа 1966 гг.)
2. Иосиф Семенович Свердель — был кандидатом технических наук, доцентом и главным энергетиком комбината (1966 — январь 1971 гг.)
3. Эдуард Альбертович Таск — был кандидатом технических наук (1971—1978 гг.)

### Рудненский индустриальный институт (1978—2023 гг.)
1. Эдуард Альбертович Таск — был кандидатом технических наук (1978—1981 гг.)
2. Кенес Карибаевич Карибаев — был кандидатом технических наук, c 1982 года доктором технических наук (1981—1984 гг.)
3. Иманали Сейдувалиевич Ахметов — доктор технический наук, доцент, профессор, руководил ВУЗом в течение 20 лет (1984—2004 гг.)
4. Урал Туткабаевич Абдрахимов — доктор технических наук, профессор, член корреспондент Национальной Инженерной Академии наук РК (2004—2008 гг.)
5. Талгат Турлыбекович Жунусов — доктор технический наук, профессор, член корреспондент Национальной Инженерной Академии наук РК, (2008—2012 гг.)
6. Абдрахман Батырбекович Найзабеков — доктор технических наук, профессор, член корреспондент Национальной Инженерной Академии наук РК (2012—2024 гг.)

### Рудненский индустриальный университет (с 2024 года)
1. Нурбек Пажарбекович Сапарходжаев — доктор PhD, доцент, ассоциированный профессор, выпускник Satbayev University (с 2024 года)

## Известные выпускники
- Альберт Рау — выпускник 1982 г., политический государственный деятель Казахстана, Заместитель Председателя Мажилиса Парламента Республики Казахстан с 26 марта 2023 года, бывший Вице-министр по инвестициям и развитию Республики Казахстан и Аким Акмолинской области (2008—2010 годах).
- Самат Акишев — выпускник 1985 г., экс-депутат Мажилиса Парламента Республики Казахстан, кандидат в депутаты Мажилиса Парламента Республики Казахстан от партии «Nur Otan» (04.12.2020), Депутат Мажилиса Парламента Республики Казахстан седьмого созыва (14.01.2021-19.01.2023), Член Комитета по экономическим реформам и региональному развитию Мажилиса Парламента РК (01.2021-19.01.2023)[7].